# Wyżeł weimarski krótkowłosy
Wyżeł weimarski krótkowłosy – jedna z ras psów, należąca do grupy wyżłów, zaklasyfikowana do sekcji wyżłów kontynentalnych w podsekcji psów w typie gończego. Typ wyżłowaty. Podlega próbom pracy.

## Rys historyczny
Szare psy myśliwskie znane były w Niemczech co najmniej od 1630 roku. Psa w typie wyżła weimarskiego (maści srebrzystej, mającego bardzo zbliżone rozmiar i budowę) uwiecznił m.in. Antoon van Dyck na obrazie z roku 1631. Do rozwoju rasy walnie przyczynił się w XIX wieku wielki książę Karol August Weimarski, który w celu poprawienia kroku, węchu i wytrzymałości pierwowzoru wyżła weimarskiego krzyżował go z pointerami, francuskimi psami gończymi i bloodhoundami. Tak powstał wszechstronny pies myśliwski, potrafiący zarówno wystawiać, tropić, jak i aportować zwierzynę. Pierwszy klub rasy powstał w roku 1897. Do 1929 roku hodowla tej rasy była rygorystycznie kontrolowana przez Klub Hodowców Wyżła Weimarskiego i nie zezwalano na jej hodowlę poza granicami Niemiec.

## Wygląd

### Budowa
- głowa jest raczej długa, stop umiarkowanie zaznaczony, szczęki mocne
- szyja długa, dostojnie noszona, muskularna, lekko wygięta, sucha i okrągła w przekroju[4]
- oczy są średniej wielkości, koloru od jasno- do ciemnobursztynowego, u szczeniąt błękitne; białka oczu niewidoczne
- uszy są płaskie, szerokie i stosunkowo długie, sięgają mniej więcej kącika warg. Osadzone wysoko, zaokrąglone na końcach, pofałdowane. Gdy pies jest czujny i nasłuchuje, są zwrócone lekko do przodu
- nos ciemnocielisty lub szary, duży, szeroki, z prostym grzbietem
- wargi przylegające, niezbyt długie fafle, kąciki warg słabo zaznaczone[4]
- tułów ma równą linię grzbietu, głęboką klatkę piersiową z szeroko rozstawionymi żebrami
- kończyny są długie, proste, mocne, dobrze umięśnione, ustawione równolegle i raczej wąsko. Łapy skierowane prosto do przodu, zwarte, zaokrąglone, z nieco dłuższymi środkowymi palcami
- ogon osadzony nieco niżej niż u podobnych ras, mocny, dobrze owłosiony. Gdy pies jest w stanie spoczynku, ogon jest opuszczony, pies podekscytowany lub pracujący nosi go poziomo lub wyżej
- ruch rytmiczny, wydajny i płynny w każdym tempie, kroki długie i swobodne[5]

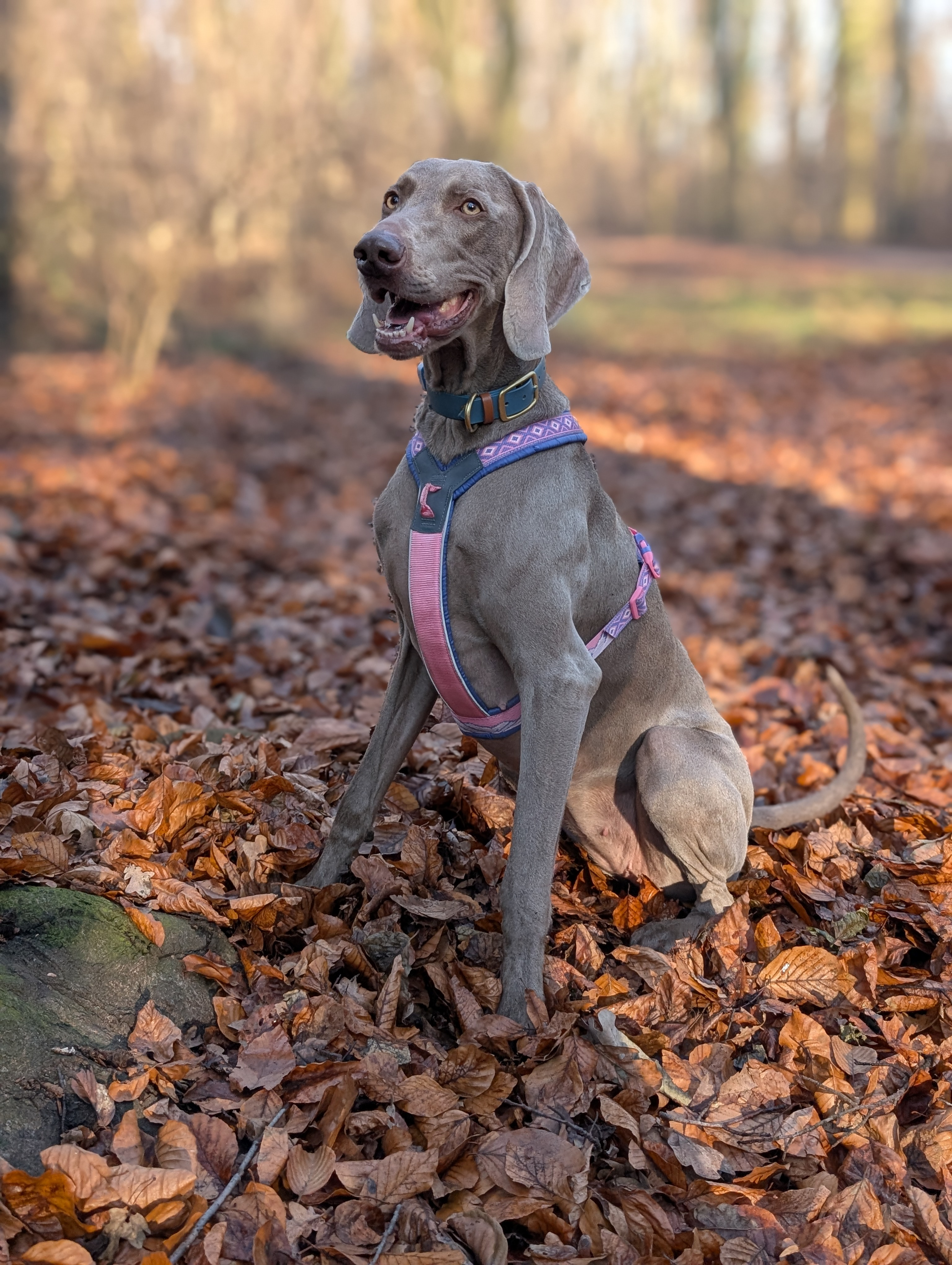
Wyżeł weimarski krótkowłosy, suka

- Wyżeł weimarski krótkowłosy, sukasylwetka w kształcie prostokąta, o czystych, harmonijnych liniach, zwarta, sucha, z wyraźnie zaznaczonym kłębem; uwydatniona klasyczna rzeźba mięśni, skóra przylegająca, lecz nie napięta[5]

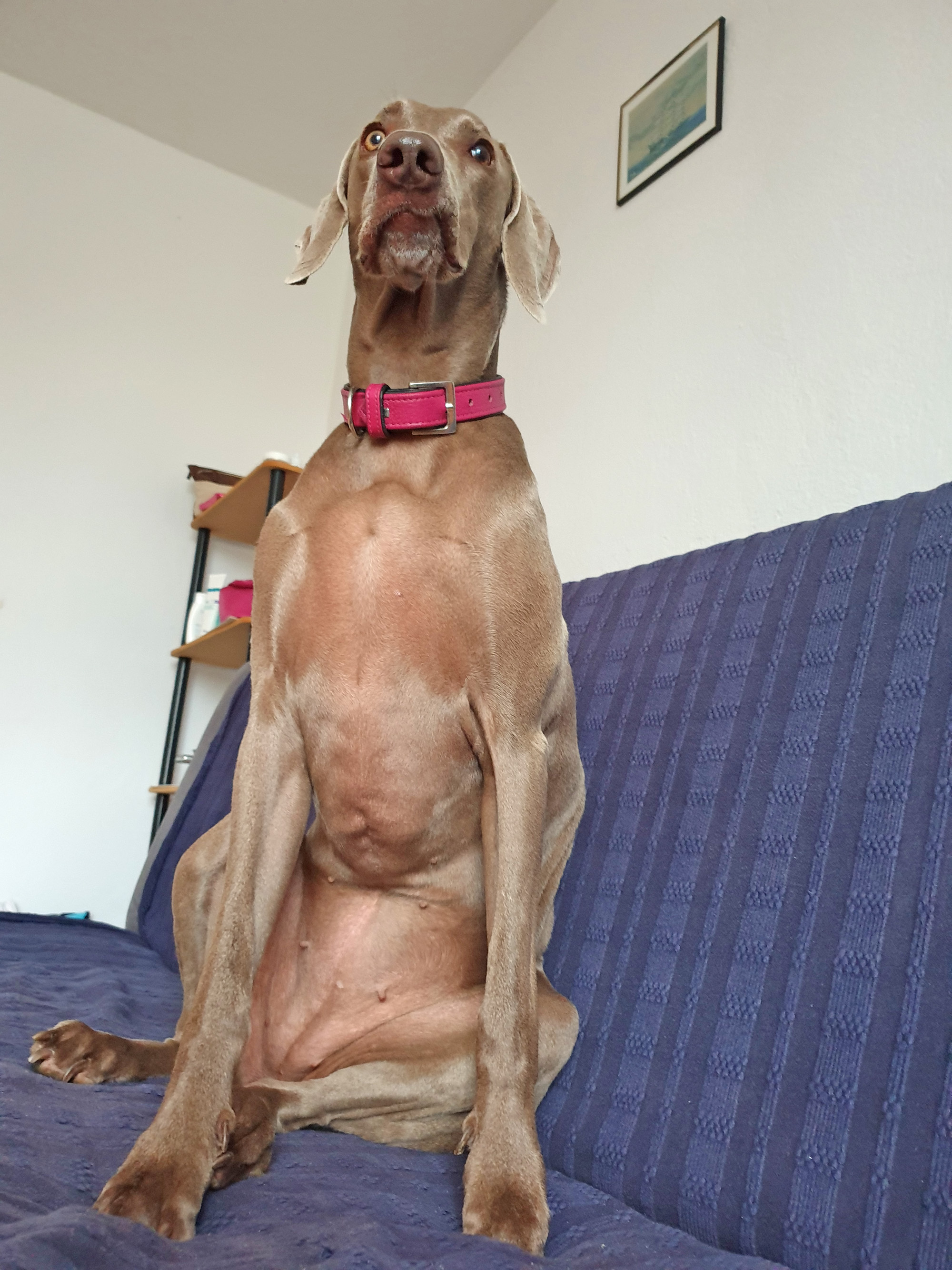
Wyżeł weimarski krótkowłosy

### Szata i umaszczenie
Umaszczenie jest srebrnoszare, dopuszczalne mysioszare, białe znaczenia mogą występować wyłącznie jako małe znaczenia na piersi. Włos okrywowy może być cienki, nieco grubszy lub nawet szorstki. Istnieje także odmiana długowłosa wyżła weimarskiego, mniej popularna od wersji krótkowłosej. Długowłosy wyżeł ma sierść o długości 3 do 5 cm, z piórami z tyłu łap.

## Zachowanie i charakter
Wyżeł ten jest wierny, spokojny, inteligentny. Niekiedy samowolny, duża ciętość stwarza czasem problemy. Ma silny popęd łowiecki i źle znosi bezczynność. Wymaga konsekwentnego właściciela. Pies uczy się szybko, jest dominujący, potrzebuje osoby, która poprowadzi go stanowczo. Chętnie pływa, biega za piłką lub frisbee, lubi długie spacery, wykazuje dużą wytrzymałość. Nadaje się na psa rodzinnego, bardzo przywiązuje się do domowników.

## Użytkowość
Wyżeł weimarski krótkowłosy jest psem myśliwskim do polowań zarówno na dużą, jak i małą zwierzynę. Tropi wytrwale, ale bez nadmiernego zapału, ceni się jego węch. Pies nadaje się zwłaszcza do pracy po strzale (tropienia za farbą, aportowania postrzałka itd.). Pies ma przeciętne predyspozycje do stróżowania i obrony. Współcześnie jest także hodowany jako pies rodzinny, ale wymaga odpowiedniego prowadzenia, będzie posłuszny tylko przewodnikowi z autorytetem. Niepolecany dla rodzin z małymi dziećmi.

## Zdrowie i pielęgnacja
Dla wyżła weimarskiego najważniejszy jest ruch. Gubi niewiele włosa. Pies tej rasy powinien być czesany raz w tygodniu przez 10 minut, a w czasie linienia codziennie. Najczęściej spotykane schorzenia to przepuklina pępkowa, dwurzędowość rzęs, wnętrostwo, dolegliwości skórne i mastocytoma. Jak wszystkie duże psy wyżły weimarskie są narażone na skręt żołądka, najczęściej prowadzący do śmierci. Długość życia: 10 do 12 lat.